# Гольфо-Нуэво
Залив Гольфо-Нуэво (исп. Golfo Nuevo) — залив, относящийся к водам Атлантического океана. Расположен у восточного побережья Южной Америки.

## География
Залив глубоко вдаётся с юга в основание полуострова Вальдес, в результате чего там между заливом Сан-Хосе и заливом Гольфо-Нуэво образуется узкий перешеек Карлос-Амегино, имеющий ширину всего 5 км. Размеры залива Сан-Хосе составляют примерно 60 км в направлении с запада на восток, и примерно 37 км в направлении с севера на юг. Устье залива между расположенным на юго-западе мысом Нинфас и расположенным на северо-востоке мысом Морро-Нуэво имеет ширину около 7 км.
На западном побережье залива расположен порт Пуэрто-Мадрин.

## Биология
Залив Гольфо-Нуэво является местом брачных игр южных гладких китов, которые ежегодно мигрируют сюда в промежутке с мая по ноябрь.

## Инциденты
В феврале 1960 года эскадра ВМС Аргентины в составе эсминца «Сервантес», плавучей базы «Инхеньеро Ирибас» и корветов «Муратур» и «Кинг», совершала плавание в заливе. Неожиданно, «Муратуром» был зафиксирован неопознанный объект, находившийся на глубине. После произведённой бомбардировки, корабли перекрыли выход из залива и вызвали авиацию с баз «Команданте Эспора» (Баия-Бланка) и «Мар-дель-Плата». На место президентом Фрондиси были направлены авианосец «Индепенденсия» и другие корабли и самолёты. Берега залива оцепила морская пехота Аргентины. У выхода из залива были установлены морские мины. Американцы поставили Аргентине современное поисковое оборудование.
После безуспешных поисков, 25 февраля, было объявлено о прекращении операции. Высказывалось мнение, что неопознанными объектами могли быть иностранные подводные лодки.

## Юрисдикция
Аргентинская позиция по вопросу того, что считать внутренними водами, не всегда совпадает с международной. Согласно законодательству Аргентины, «провинции осуществляют юрисдикцию над водами, прилегающими к их побережью, на расстояние в три морские мили, отсчитываемое от линии наименьшего уреза воды; в случае заливов Сан-Матиас, Нуэво и Сан-Хорхе отсчёт ведётся от линии, соединяющей крайние точки устья залива».